# Клод-Шарль де Пейсонель
Клод-Шарль де Пейсонель (фр. Claude-Charles de Peyssonnel; 1727–1790) — дипломат і письменник часів Французького королівства.

## Життєпис
Походив з дрібного прованського шляхетського роду Пейсонель. Син Шарля Пейсонеля, дипломата і археолога, що отримав відк ороля Людовика XV графський титул. Народився 1727 року в Марселі. Здобув гарну освіту.
1748 року прибув до батька в Смірну, де той обіймав посаду французького консула. 1753 року Шарля призначено консулом в Каффі та при дворі кримського хана. 1757 року помирає його батько, а самого Шарля призначають консулом в Кандії на о. Крит. 1763 року стає консулом в Смірні (до 1778 або 1782 року).
У 1782 році він вийшов у відставку та оселився в Парижі, де займався обробкою та публікацією зібраного матеріалу за майже 35 років перебування в Османській імперії. Під час Французької революції Пейсонель був одним з авторів періодичного видання, яке виходило під редакцією відомого французького просвітителя та політичного діяча маркіза Марі де Кондорсе — «Bibliothèque de l'homme public».
В останні роки свого життя опублікував низку книг, які були присвячені перспективам зовнішньої
політики Франції, зокрема, й по відношенню до Російської імперії. Помер 1790 року.

## Творчість
В його доробку «Звіт про сучасні повстання у Персії та Грузії» (1754 рік), «Історичні та географічні спостереження за варварськими народами, що мешкали на берегах Дуная та Понта Евксинського» (1765 рік), яка присвячена здебільшого античній та середньовічній історії та географії Північного Причорномор'я, але в ній також наявна цікава інформація стосовно історії Кримського ханства початку XVIII ст. Також впровадив новий термін «Верхня Тартарія», яким називував землі, що прилягали до імперії Цін.
1785 року випустив критичні зауваження до праці «Нотатки барона де Тотта щодо турків та татарів». 1787 року випустив «Трактат про чорноморську торгівлю», який одразу ж отримав відомість та розповсюдження. В першу чергу ця праця стосується торгівлі на території усього Кримського ханства (грошову систему, систему мір та ваг, відкупів, перелік експортних та імпортних товарів та ціни на них, детальний опис торгівлі рабами), опис його адміністративного устрою. Вже за рік ця книга вийшла в Амстердамі новим виданням під дещо іншою назвою «Observations sur le commerce de la Mer Noire» (Спостереження щодо чорноморської торгівлі), а ще через рік вона була опублікована у німецькому перекладі.
Після його смерті залишились у рукописах роботи: «Історична записка про Російську імперію, татарську
державу, Черкесію, Дагестан, ногайців та козаків», «Записка щодо повстання ногайців» (1758), «Політичні міркування про незалежність татарів та російське судноплавство на Чорному морі» (1772), «Про те, як надати татарській незалежності міцності та стабільності і як заважати росіянам досягнути успіху в їхньому підкоренні» (1772) і «Міркування про мирну угоду між Росією та Портою, що була укладена у Кайнарджику» (1777).